# 馬丁·黑利德松·弗里斯
馬丁·黑利德松·弗里斯（Maarten Gerritsz Vries、1589年2月18日—1647年）是一位荷蘭製圖員及探險家，他是第一個留下對鄂霍次克海和薩哈林島留下紀錄的歐洲人。
歷史學家對馬丁·黑利德松·弗里斯的生平所知不多。他大概於1589年出生在荷蘭哈靈根，曾在台灣待過數年。在巴達維亞總督安东尼·范·迪门的命令下，他於1643年遠征西北太平洋，並發現韃靼利亞海岸。第二次遠征，他在太平洋尋找傳說中的黃金、白銀之島，但是一無所獲。

## 外部連結
- Spate, Oskar Hermann Khristian. . Taylor & Francis. 1983: 40–41. ISBN 0-7099-2371-6.